# Аранараче
Аранараче (ісп. Aranarache) — муніципалітет в Іспанії, у складі автономної спільноти Наварра. Населення — 85 осіб (2009).
Муніципалітет розташований на відстані близько 290 км на північний схід від Мадрида, 46 км на захід від Памплони.

## Демографія
Динаміка населення (INE ):

## Галерея зображень

Розташування муніципалітету